# 1809年の相撲
1809年の相撲（1809ねんのすもう）は、1809年の相撲関係のできごとについて述べる。

## 興行
- 2月場所（江戸相撲）[1]
  - 興行場所:三王旅処茅場町薬師境内
  - 3月24日（旧2月9日）より晴天10日間興行
- 5月場所（大坂相撲）[1]
  - 興行場所:難波新地
- 10月場所（江戸相撲）[2]
  - 興行場所:本所回向院
  - 12月2日（旧10月25日）より晴天10日間興行